# Евла (Ресан)
Евла (мкд. Евла) је насеље у Северној Македонији, у јужном делу државе. Евла припада општини Ресан.

## Географија
Насеље Евла је смештено у југозападном делу Северне Македоније. Од најближег већег града, Битоља, насеље је удаљено 40 km западно, а од општинског средишта 8 km западно.
Евла се налази у области Горње Преспе, области око западне и северне обале Преспанског језера. Насеље је смештено у северозападном делу поља, које се пружа северном страном језера. Западно од насеља се издиже планина Галичица. Надморска висина насеља је приближно 940 метара.
Клима у насељу је планинска због знатне надморске висине.

## Становништво
Евла је према последњем попису из 2002. године имала 106 становника. 
Претежно становништво у насељу су етнички Македонци (100%).
Већинска вероисповест је православље.